# 中國煤層氣
中國煤層氣集團有限公司，簡稱中國煤層氣集團，以及中國煤層氣（英語：China CBM Group Company Limited，港交所：08270），在2006年於山西陽城（總部）成立，也就是「山西陽城順泰能源發展有限公司」和「山西沁水顺泰能源发展有限公司」。
而這家香港交易所創業板上市公司是前身為「中國聯盛煤層氣頁岩氣產業集團有限公司」和「中國聯盛投資集團有限公司」。
該業務在中國內地經營天然氣開採、液化生產及銷售業務。
而股份則在2006年6月29日，透過由新意軟件(控股)有限公司換取上市。

## 連結
- 中國聯盛投資集團有限公司（页面存档备份，存于）